# Felix Bloch
Felix Bloch (Zurique, 23 de outubro de 1905 — Zurique, 10 de setembro de 1983) foi um físico suíço.
Foi laureado, juntamente com Edward Mills Purcell, com o Nobel de Física de 1952, pelo "desenvolvimento de novos métodos de medição precisa do magnetismo nuclear e descobertas afins", nomeadamente a ressonância magnética nuclear (RMN).

## Vida
Em Zurique, onde nasceu, fez os estudos na Escola Politécnica Federal de Zurique (EPFZ), estudou física na Universidade de Leipzig onde se doutorou em 1928 e onde defendeu tese estabelecendo a teoria quântica do estado sólido.

### Carreira
Bloch permaneceu na academia europeia, trabalhando em supercondutividade com Wolfgang Pauli em Zurique; com Hans Kramers e Adriaan Fokker na Holanda; com Heisenberg sobre ferromagnetismo, onde desenvolveu uma descrição dos limites entre domínios magnéticos, agora conhecidos como "paredes de Bloch", e propôs teoricamente um conceito de ondas de spin, excitações da estrutura magnética; com Niels Bohr em Copenhague, onde trabalhou em uma descrição teórica da parada de partículas carregadas que viajam pela matéria; e com Enrico Fermi em Roma.  Em 1932, Bloch retornou a Leipzig para assumir o cargo de "Privatdozent" (conferencista). Em 1933, imediatamente após Hitler chegar ao poder, ele deixou a Alemanha porque era judeu, retornando a Zurique, antes de viajar para Paris para dar uma palestra no Institut Henri Poincaré.
Em 1934, o presidente da Stanford Physics convidou Bloch para se juntar ao corpo docente.  Bloch aceitou a oferta e emigrou para os Estados Unidos. No outono de 1938, Bloch começou a trabalhar com o cíclotron de 37 polegadas na Universidade da Califórnia, Berkeley, para determinar o momento magnético do nêutron. Bloch se tornou o primeiro professor de física teórica em Stanford. Em 1939, ele se naturalizou cidadão dos Estados Unidos.
Durante a Segunda Guerra Mundial, Bloch trabalhou brevemente no projeto da bomba atômica em Los Alamos. Não gostando da atmosfera militar do laboratório e desinteressado no trabalho teórico de lá, Bloch saiu para se juntar ao projeto de radar na Universidade de Harvard.
Após a guerra, ele se concentrou em investigações sobre indução nuclear e ressonância magnética nuclear, que são os princípios subjacentes da ressonância magnética.  Em 1946, ele propôs as equações de Bloch que determinam a evolução temporal da magnetização nuclear. Ele foi eleito para a Academia Nacional de Ciências dos Estados Unidos em 1948.  Junto com Edward Purcell, Bloch recebeu o Prêmio Nobel de Física de 1952 por seu trabalho sobre indução magnética nuclear.
Quando o CERN estava sendo criado no início dos anos 1950, seus fundadores estavam procurando alguém de estatura e prestígio internacional para chefiar o incipiente laboratório internacional e, em 1954, o professor Bloch tornou-se o primeiro diretor-geral do CERN, na época em que a construção estava em andamento no atual local de Meyrin e os planos para as primeiras máquinas estavam sendo elaborados. Depois de deixar o CERN, ele retornou à Universidade de Stanford, onde em 1961 foi professor de física.

## Publicações (selecionadas)
- Über die Quantenmechanik der Elektronen in Kristallgittern, Berlim 1928 (foi também dissertação na Universität Leipzig).
- Bemerkung zur Elektronentheorie des Ferromagnetismus und der elektrischen Leitfähigkeit. Em: Zeitschrift für Physik 57 (1929), S. 545–555.
- com G. Gentile: Zur Anisotropie der Magnetisierung ferromagnetischer Einkristalle. Em: Zeitschrift für Physik 70 (1931), S. 395–408.
- Zur Theorie des Austauschproblems und der Remanenzerscheinung der Ferromagnetika. Em: Zeitschrift für Physik 74 (1932), H. 5/6, S. 295–335 (zugleich Habilitation an der Universität Leipzig vom 30, Jan. 1932).
- Zur Bremsung rasch bewegter Teilchen beim Durchgang durch Materie. Em: Annals of Physics 16 (1932), S. 285–320.
- Die Elektronentheorie der Metalle. Em: E. Marx (Ed.): Handbuch der Radiologie, Vol. 6, Leipzig 1934, S. 226–278.
- Molekulartheorie des Magnetismus. Em: E. Marx (Ed.): Handbuch der Radiologie, Bd. 6, Leipzig 1934, S. 375–484.
- On the magnetic scattering of neutrons. Em: Physical Review 50 (1936), S. 259f. e 51 (1937), S. 994.
- com L. W. Alvarez: A quantitative determination of the neutron moment in absolute nuclear magnetons. Em: Physical Review 57 (1940), S. 111–122.
- com A. Siegert: Magnetic resonance for nonrotating fields. Em: Physical Review 57 (1940), S. 522–527.
- com W. W. Hansen: Nuclear induction. Em: Physical Review 70 (1946), S. 460–474.
- com M. Packard: Nuclear induction experiment. Em: Physical Review 70 (1946), S. 474–485.
- com J. H. Van Vleck e M. Hamermesh: Theory of radar reflections from wires or thin metallic strips. Em: Journal of Applied Physics 18 (1947), S. 274–294.
- Nuclear induction. Em: Physica 17 (1951), Heft 3/4, S. 272–281.
- The Dynamical theory of nuclear induction. Em: Physical Review 89 (1953), S. 728–739.
- The Dynamical theory of nuclear induction. Em: Physical Reviwe 102 (1956), S. 104–135.
- Fundamentals of Statistical Mechanics. Manuscript and Notes of Felix Bloch (editado por John Dirk Walecka). Stanford University Press 1989, World Scientific 2000.